# 8-Eyed Spy
8-Eyed Spy est un groupe américain de no wave, originaire de New York.

## Histoire
Le groupe est composé de Lydia Lunch (ex-Teenage Jesus and the Jerks et Beirut Slump), Jim Sclavunos (aussi ex-Teenage Jesus and Beirut Slump), Michael Paumgardhen, Pat Irwin et George Scott III.
8 Eyed Spy donne son premier concert en octobre 1979 au Mudd Club. Il reprend Diddy Wah Diddy de Bo Diddley, Run Through the Jungle de Creedence Clearwater Revival et White Rabbit de Jefferson Airplane. Le groupe enregistre brièvement, sortant un album live et un album studio éponyme. Le groupe se sépare après la mort de George Scott III en août 1980.

## Discographie
Album studio
- 8 Eyed Spy (Fetish, 1981)

Album live
- Live (cassette, ROIR, 1981)

Compilations
- Lydia Lunch - Hysterie (Widowspeak - 1986)
- 8 Eyed Spy (Atavistic Records, 1997)

Single
- Diddy Wah Diddy/Dead You Me Beside (1980)